# Монреаль (Германия)
Монреаль (нем. Monreal) — община в Германии, в земле Рейнланд-Пфальц.
Входит в состав района Майен-Кобленц. Подчиняется управлению Фордерайфель. Население составляет 843 человека (на 31 декабря 2010 года). Занимает площадь 14,64 км².

## Фотографии

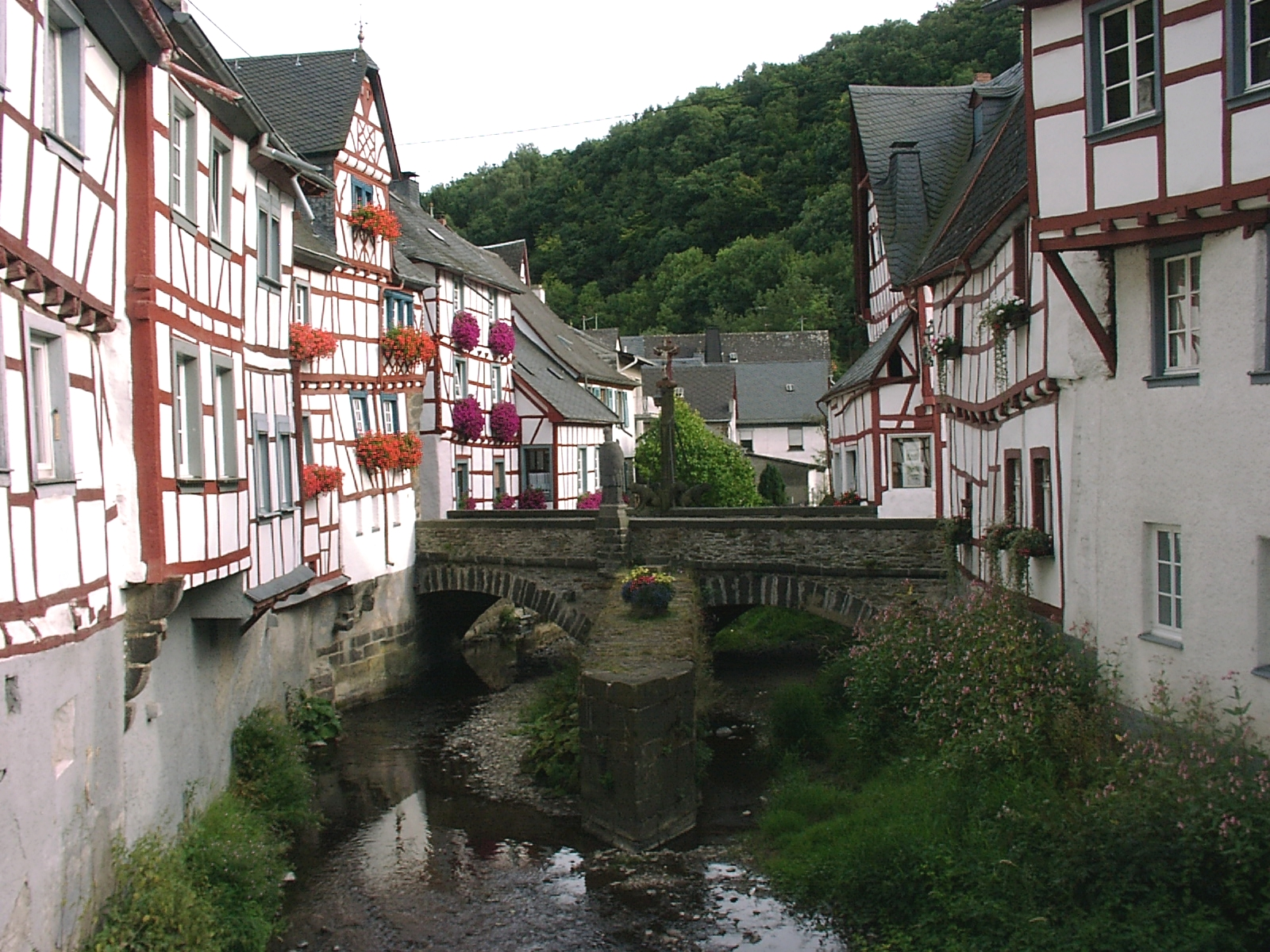
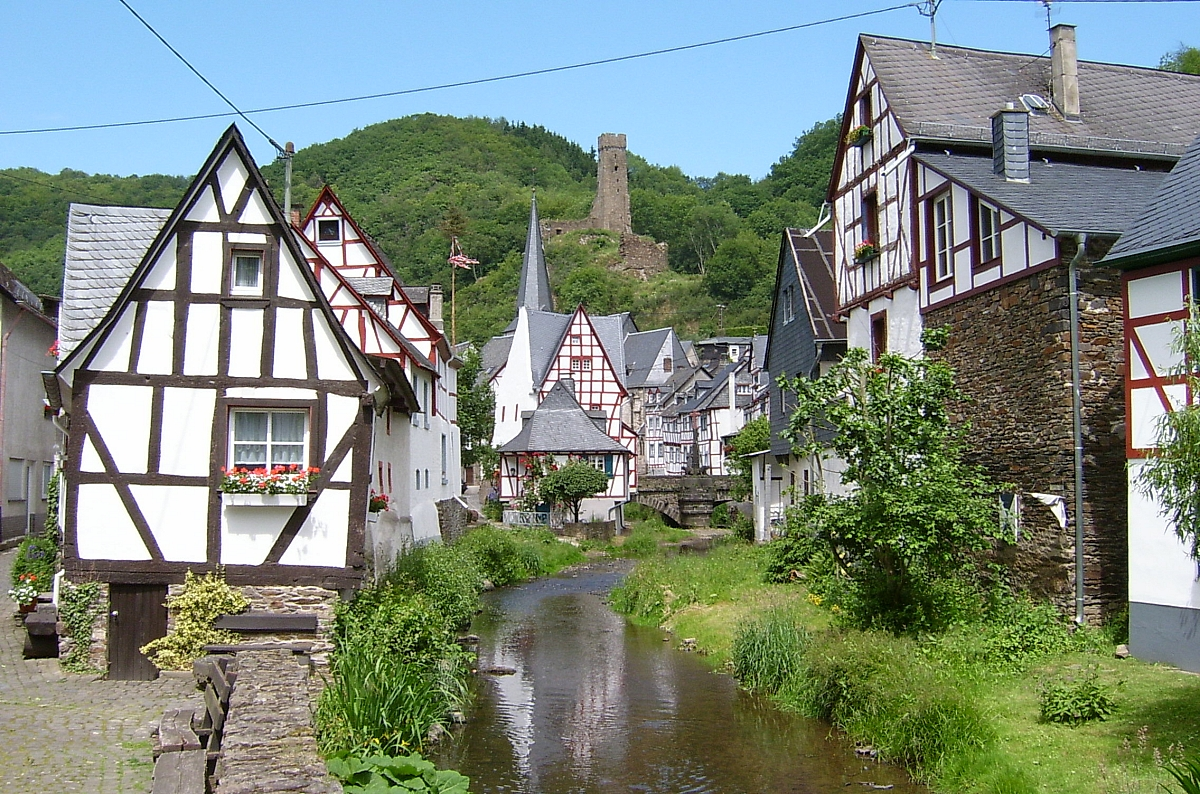
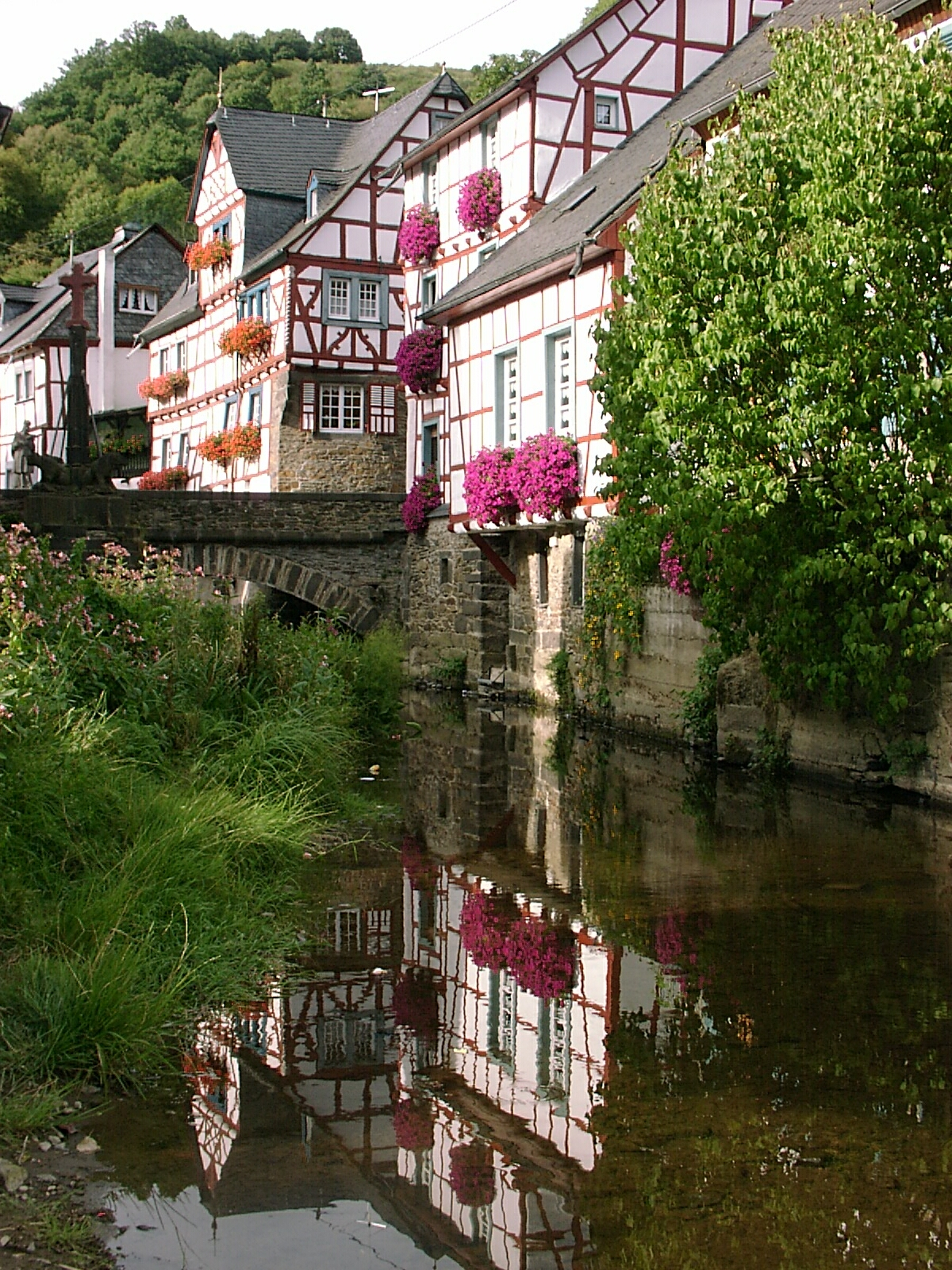